# The Spectre Of Corporatism: Starship Shaped Schnitzels From Planet Breadcrumbs Are Attacking A Giant Tree Monster Who Has A Vagina And Holds Hitler Hostage
The Spectre Of Corporatism: Starship Shaped Schnitzels From Planet Breadcrumbs Are Attacking A Giant Tree Monster Who Has A Vagina And Holds Hitler Hostage je první studiové album české skupiny Hentai Corporation vydané roku 2013. Album obsahuje i dvě zatím jediné písně, ke kterým kapela vytvořila klipy. Jde o písně „Equlibristic Brides“ a „Tragedy Of Uncle Hitler“. Konkrétně k písni „Equilibristic Brides“ vydala kapela téhož roku, co vyšlo album, velmi kontroverzní nudistický klip, jehož verze na YouTube musela být cenzurována. V lednu 2016 pak vydali neméně kontroverzní klip k písni „Tragedy Of Uncle Hitler“. Autor klipu Jakub Čermák, kterému kapela nechala v natáčení volnou ruku, se nechal slyšet, že klipem reaguje na aktuální dění, radikalizaci a nacionalizaci společnosti.

## Skladby
Všechny skladby napsal Petr Škarohlíd, není-li uvedeno jinak.
| Pořadí | Název                          | Autor                | Délka |
| ------ | ------------------------------ | -------------------- | ----- |
| 1.     | Ethereal Prayer                |                      | 3:20  |
| 2.     | Equlibristic Brides            |                      | 3:30  |
| 3.     | Tragedy Of Uncle Hitler        |                      | 5:02  |
| 4.     | Lost In Tensions               |                      | 3:30  |
| 5.     | Goblin Love                    |                      | 4:06  |
| 6.     | The River                      |                      | 3:21  |
| 7.     | Malfunction Of The Accelerator |                      | 3:08  |
| 8.     | Oh Dear Evil Capillarity       |                      | 3:48  |
| 9.     | Waltz 9                        |                      | 3:10  |
| 10.    | Zubatá                         | František Ringo Čech | 3:57  |

## Sestava
- Petr Škarohlíd – kytara, Doprovodné vokály
- Radek Škarohlíd – zpěv
- František Koucký – klávesy
- Matouš Duraj – baskytara
- Zdeněk Šťáva – bicí